# Monochaetum hirtum
Monochaetum hirtum là một loài thực vật có hoa trong họ Mua. Loài này được (H. Karst.) Triana ex Cogn. mô tả khoa học đầu tiên năm 1891.